# Carl Christensen
Carl Frederik Albert Christensen (* 16. Januar 1872 in Kallehaugegaard, Lolland; † 24. November 1942 in Kopenhagen) war ein dänischer systematischer Botaniker und Erstbeschreiber zahlreicher Arten von Farnen. Seine Abkürzung als Botaniker lautet C.Chr.

## Leben und Wirken
Christensen studierte Naturgeschichte an der Universität Kopenhagen bei Eugenius Warming. Er war der erste Superintendent im Botanischen Museum in Kopenhagen. Christensen war auf Farne spezialisiert und veröffentlichte einen Katalog über Pteridophyten, den Index Filicum. Darüber hinaus verfasste er ein dreibändiges Werk über die Geschichte der Botanik in Dänemark.

## Ehrungen
Nach Christensen benannt ist eine Farngattung Christensenia Maxon aus der Familie der Marattiaceae.

## Werke
- Index filicum; sive Enumeratio omnium generum specierumque filicum et hydropteridum ab anno 1753 ad finem anni 1905 descriptorum adjectis synonymis principalibus, area geographica etc. Verlag H. Hagerup, Kopenhagen, 1906. Erschien in 12 Faszikeln (1753–1906) und 4 Supplementen (1906–1912, 1913–1917, 1917–1933, 1934–1960).
- On a natural classification of the species of Dryopteris, København, 1911
- Den danske botaniks historie, med tilhørende bibliografi., H. Hagerups Forlag København, 1924–26, drei Bände.
- Index filicum: supplementum, Otto Koeltz Antiquariat Koenigstein, 1973-<1997>